# Sedum reniforme
Sedum reniforme är en fetbladsväxtart som först beskrevs av Hermann Johannes Heinrich Jacobsen, och fick sitt nu gällande namn av J. Thiede och H. 't Hart. Sedum reniforme ingår i Fetknoppssläktet som ingår i familjen fetbladsväxter. Inga underarter finns listade i Catalogue of Life.